# محاكمات السحر في سالم
محاكمات السحر في سالم (بالإنجليزية: Salem-salm witch trials) كانت سلسلة من جلسات الاستماع والمحاكمات للاشخاص المتهمين بممارسة السحر في ماساتشوستس المستعمرة بين فبراير 1692 ومايو 1693. اسفرت المحاكمات عن اعدام عشرين شخصاً أكثرهم نساء. وعلى الرغم من انها كانت بشكل عام معروفة باسم محاكمات السحر في سالم، لكن اجريت جلسات الاستماع الاوليه عام 1692 في عدة بلدان في مقاطعة خليج ماساتشوستس: قرية سالم (الآن دانفرز (Danvers))، وايبسويتش (Ipswich)، واندوفر (Andover)، ومدينة سالم.

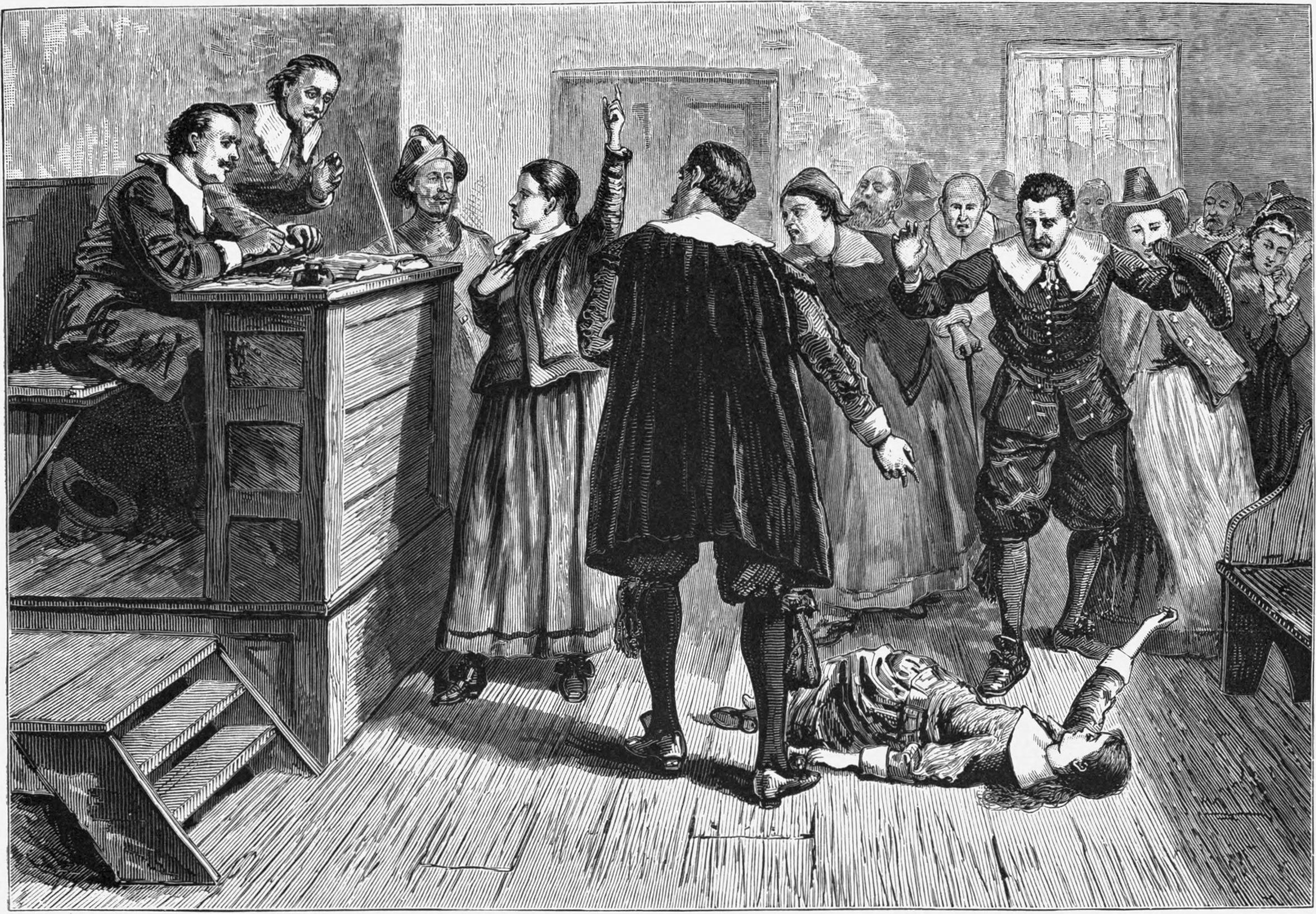
640 × 445 pixels px

اجريت أكثر المحاكمات سيئة السمعة من قبل محكمة اوير (Oyer) ووترمانير (Terminer) عام 1692 في قرية سالم، ولخص أحد الكتاب المعاصرين نتائج المحاكمات بقولة:

## الخلفية
في القرن السابع عشر اثناء استعمار أمريكا الشمالية اعتقد كثير من الناس ان الشيطان كان حاضراً ونشطاً على الأرض، وقد ظهر هذا المعتقد في أوروبا اثناء القرن الخامس عشر وانتشر مع اواخر استعمار أمريكا الشمالية. ومع مرور الوقت تحولت فكرة السحر الأبيض إلى السحر الأسود واصبحت مرتبطه بالشياطين والارواح الشريرة. فمن عام 1560 إلى 1670 أصبح السحر والاضطهاد والخرافات الشائعة معروفة بارتباطها بالشياطين.

صدَّق رجال ونساء قريه سالم ان كل مصائب بلدتهم يمكن ان تكون منسوبة إلى عمل الشيطان. وعندما وقعت بعض الاحداث مثل موت الرضع، وتلف المحاصيل، ووقوع الخلاف الاجتماعي بين الطوائف، وقع اللوم على القوة غير الطبيعية (الخارقة للطبيعة). وايضاً بسبب النطاق الواسع على النحو الغير عادي من اتهامات السحر في المستعمرة، استكشف العلماء جوانب مختلفة من السياق التاريخي من هذه الحلقة لتحديد عوامله المساهِمة الخاصة.

### السحر في نيو انجلاند (New England)
كانت عمليات الإعدام في قرية سالم ليست الأولى من نوعها في المستعمرات الأمريكية ولا حتى في نيو انجلاند. فقد شمل المؤرخ كلارنس جويت (Clarence F. Jewett) قائمة اشخاص اخرين أعدموا في نيو انجلاند في التاريخ التذكاري لبوسطن، بالإضافة إلى مقاطعة سوفولك وماساتشوستس 1630-1880 .

### الشائعات المحلية عن السحر
قبل عام 1692 كانت هناك شائعات عن السحر في القرى المجاورة لقرية سالم ولبلدات أخرى.كان كوتون ماثر (Cotton Mather)، وهو وزير لكنيسة بوسطن الشمالية (وينبغي عدم الخلط بينها وبين اخر كنيسه انجليكانية شمالية التي هي من شهره بول ريفير (Paul Revere))، ناشر منتج للكتيبات ومن اشد المؤمنين بالسحر. في كتابه «عنايات إلهية جديرة بالذكر مرتبطه بالسحر وو الممتلكات (1689)» (Memorable Providences Relating to Witchcrafts and Possessions (1689)، وصف ماثر «ملاحظاته التنبؤية» وكيف «ضخامة السحر»  أثرت في أطفال عضو البرلمان في بوسطن جون قودوين (John Goodwin).
وضح ماثر كيف ان الشيطان أغوى ابنة قودوين الكبرى فسرقت الكتان من امرأه الغسيل قودي غولفر (Goody Glove)..كانت غلوفر امرأه مسنه وكريهه التي وصفها زوجها بالساحرة، وقد يكون هذا السبب في اتهامها بسحر أطفال قودوين. وبعد وقوع الحادثة أربعة من اصل ستة أطفال لقودوين بدأت تحدث لهم نوبات غريبة أو كما سمّيت من قبل الناس «مرض الدهشة.» 
الاعراض التي نسبت إلى المرض أصبحت، وبشكل سريع، مرتبطه بالسحر. وتشمل هذة الاعراض الآم في الظهر والرقبة، وانجرار الالسنه من الحناجر، وصيحات صاخبة عشوائية. وتشتمل الاعراض الأخرى على عدم قدرتهم على السيطرة على اجسادهم فيصبحون رشيقين، أو يرفرفون ايديهم مثل الطيور، أو يحاولون إيذاء الاخرين بالإضافة إلى انفسهم. هذه الاعراض اشعلت جنون عام 1692 .

## الجدول الزمني

### الاحداث الاولية
في قرية سالم، في أشهر الشتاء من عام 1692 بدأت لبيتي باريس، عمرها 9، وابنة عمتها ابيغيل ويليامز، عمرها 11، ابنة وابنة أخ ريفيراند سمول باريس (Reverend Samuel Parris) نوبات وُصفت «بوراء قوة داء الصرع أو تاثير المرض الطبيعي» من قبل جون هيل (John Hale) وزير لقرية مجاورة لبيفرلي. تبداء الفتيات بالصراخ، ورمي الاشياء التي تكون بالغرفة، واصدار اصوات غريبة، والزحف تحت قطع الاثاث، ويقومون بلوي انفسهم بطريقة غريبة، وفقاً لشهود عيان التي بٓيِّنٓهٓا القس ديودات لويسون (Deodat Lawson) بنفسه وهو الوزير السابق لقرية سالم.
اشتكوا الفتيات من التعرض للوخز والقرص بالدبابيس. فقال الطبيب ويليام غريغز (William Griggs) انه افترض تاريخاً لكن لن يستطع ان يجد أي ادلة مادية (فيزيائية) من أي مرض. بداء شابات اخريات من القرية لإظهار سلوكيات مماثلة، وعندما القى لويسون خطاباً دينياً في منزل اجتماعات قرية سالم، تمت مقاطعتة مرات عدة بسبب هيجان المبتلين (المرضى).
أول ثلاث اشخاص اتهموا واعتقلوا بتهمه تسبب ذلك لبيتي باريس وابيغيل ويليامز وانن بوتنام البالغة من العمر 12 سنة واليزابيث هابيرد وهولاء الاشخاص هم ساره قوود وساره اوسبرن وتيتوبا. ونُظِرَ لاتهام انن بوتنام بواسطة بعض المؤرخين كدليل ان الضغينة بين العاوائل ممكن ان تكون سبب رئيسي لمحاكمات السحر. ففي ذلك الوقت كان التنافس الفاسد جاري بين عائلات البوتنام والبورتر والذي استقطب بشده الناس في سالم. في كثير من الاحيان كان للمواطنون نقاشات ساخنة مستنده فقط على وجهه نظرهم للخلاف، والتي تصاعدت إلى ان أصبحت خلافات شديدة.
كانت ساره قوود (المتهمة الأولى) متسولة وبلا مأوى، والمعروفة بانها تطلب الطعام والمأوى من الجيران. واتهمت بممارسة السحر وذلك بسبب سمعتها المروعه. وكانت متهمه في محاكمتها برفض اهداف البيوريتانية (Puritan) لضبط النفس والتأديب وذلك عندما اختارت تعذيب واحتقار (الأطفال) بدلاً من قيادتهم إلى طريق الخلاص.
كان من النادر حضور ساره اوسبرن (المتهمة الثانية) لاجتماعات الكنيسة. ولقد اتهمت بممارسة السحر بسبب اعتقاد البيوريتانية بأن لها مصلحة شخصية في الاعتبار وذلك بعد زواجها للمره الثانية من عبد مملوك (خادم). ورفض مواطنو البلدة محاولاتها في السيطرة على ميراث ابنها من زوجها السابق.
ايضاً تيتوبا (المتهمه الثالثة)، والتي كانت عبدة غير بيضاء، أصبحت هدف بسبب اختلافها العرقي عن معظم القرويين. كانت متهمه بجذب الفتيات الصغيرات مثل ابيغيل ويليامز ولبيتي باريس عن طريق رواية قصص السحر من حكايات مطرقة الساحرات (Malleus Maleficarum). وقيل ان هذة الحكايات كانت عن لقاءات جنسية مع الشاطين، وتمايل عقول الرجال، وقيل ان التنجيم بالماء والكهانة كانت لتحفيز خيال الفتيات الصغيرات وايضاً جعل تيتوبا هدفاً واضحاً للاتهامات.
كل واحدة منهن كانت منبوذه بشكل مختلف، وتتصف بعديد من الصفات لشخصية «المشتبة به» المعتادة والنموذجية لاتهامات السحر، وايضاً تُركت للدفاع عن نفسها. فاُحظِروا امام القضاة المحليين للاتهام بممارسة السحر، وتم استجوابهن لعدة أيام ابتداءً من الأول من مارس عام 1692 وبعدها ارسلوا للسجن.
في مارس اتُهم العديد من النساء ايضاً بممارسة السحر وهن: مارثا كوري (Martha Corey) ودوروثي قوود (Dorothy Good) وريبيكا نيرس (Rebecca Nourse) في قرية سالم، وريتشال كلينتون (Rachel Clinton) في ايبسويتش (Ipswich). فقد عبرت مارثا كوري عن شكها بمصداقية اتهامات الفتيات فبذلك جذبت الانتباه. فالاتهامات الموجهة لمارثا كوري وريبيكا نيرس قد اقلقت وبشدة المجتمع لان مارثا كوري كانت عضوة معاهِدٓه بالكامل للكنيسة في قرية سالم، كما ان ربيكا نيرس ايضاً كانت في الكنيسة لقرية سالم. فقد تصور اهالي القرية انه إذا أمكن هؤلاء الاشخاص الشريفين بأن يكونو سحرة، إذاً أي شخص ممكن ان يكون ساحر، وايضاً كانت عضوية الكنيسة غير محمية من الاتهام. كانت دوروثي قوود، ابنه سارة قوود، تبلغ من العمر 4 سنوات فقط، لكن لم تعفى من استجواب القضاة، وجوابها فُسِرٓ كتأكيد لتورط امها بذلك. وفي ايبسويتش اعتقل ريتشال كلينتون لممارسته السحر وذلك في شهر مارس وكانت التهم الموجهة له غير متعلقة بالآم الفتيات في قرية سالم.

## الاجراءات القانونية

### نظرة عامة
يمكن ان يتم اتهام الشخص إذا كان مبتلي بالسحر  أو إذا عَقَد مع الشيطان ميثاق غير قانوني. فإذا اتهم شخص سيذهب للمحاكمة وفي بعض الاحيان تكون المحاكمة في نفس اليوم كما في حالة أول مُتَهم بريدجيت بيشوب (Bridget Bishop) فقد حُكِم في الثاني من يونيو وأُعدِم في العاشر من يونيو عام 1692 .
كان هناك اربع تواريخ للإعدام، فقد اعدم شخص واحد في العاشر من يونيو عام 1692 , وخمسة اشخاص في التاسع عشرة من يوليو عام 1692 - وهم سارة قوود وربيكا نيرس وسوزانة مارتن واليزابيث هوو وسارة وايلدس، واعدم ايضاً خمسة اشخاص في التاسع عشرة من أغسطس عام 1692 - وهم مارثا كارير وجون ويلارد وجورج بروس وجورج جاكوبس وجون بروكتر - ، وثمانية في الثاني عشر من سبتمبر في نفس العام - وهم ماري إيستي ومارثا كوري وآن بيوديتور وسامول واردويل وماري باركر واليس باركر وويلمات ريد ومارغريت سكوت - .
و ادين اخرين - منهم اليزابيث بروكتر وابيغيلا فولنير - ولكن أُجل تنفيذ الحكم مؤقتاً لانهن كن حوامل. وادين خمسة آخرين في عام 1692 ولكن لم يتم اصدر الحكم - وهولاء الخمسة هن آنن فوستر والتي ماتت في السجن وابنتها ماري لاسب وآبيغيل هوبس ودوراس هوار وماري باردبري.
رفض جايلز كوري (Giles Corey) - مزارع البالغ من العمر 80 عاماً من الحافة الجنوبية الشرقية من سالم (وتسمى مزارع سالم) - دخول نداء المحكامة في محاكمة سيبتمبر. فطبق القضاة علية شكل قديم للعقاب يسمى بـ " peine forte et dure " والذي يعني العقاب القوي والقاسي، فهو عبارة عن تكديس الحجارة على صدره بحيث لا يمكنه التنفس مطلقاً، وبعد يومين من العقاب توفي كوري وهو لم يدخل المحاكمة.
و حتى موت السحرة لم يمنح السلام والاحترام. فمثلاً الساحرتين المدانتين ربيكا نيرس ومارثا كوري طردوا من كنائسهم ولم يدفنوا بشكل لائق. وفي اقرب وقت تقطع اجساد المدانين يتم القاها في قبر ضحل. ادعى التاريخ الشفوي ان عائلات القتلى استعادوا اجسادهم عند حلول الظلام ودفنوهم في قبور غير مسمية في ممتلكات العائلة. فكتاب الارقام القياسيه في ذلك الوقت لم يذكر وفاة أي شخص من الذين اعدموا.